# Frank Meyke
Frank Meyke (* 14. Mai 1949 in Havelberg) ist ein deutscher Diplomat. Er war unter anderem deutscher Botschafter in Bangladesch, Sambia und Nepal.

## Leben
Nach dem Studium der Geschichte und der englischen Sprache sowie der Zweiten Staatsprüfung für das Lehramt an einem Gymnasium arbeitete Frank Meyke von 1976 bis 1977 als Lehrer an einem Gymnasium. Nach dem Eintritt in den Auswärtigen Dienst 1977 folgten Verwendungen an der Botschaft in Kenia, dem Auswärtigen Amt, der Botschaft in Ghana (von 1985 bis 1987 als Ständiger Vertreter des Botschafters) sowie an der Botschaft in Irland. Von 1990 bis 1995 war Meyke Leiter eines Referats im Auswärtigen Amt in Bonn. Anschließend war er fünf Jahre Ständiger Vertreter des Botschafters in Neuseeland.
Von 2000 bis 2003 war er Generalkonsul der Bundesrepublik Deutschland in Nowosibirsk. Danach folgte bis 2006 eine Verwendung im Auswärtigen Amt in Berlin. Von 2006 bis 2009 war er als deutscher Botschafter in Dhaka (Bangladesch) tätig. Anschließend übernahm er bis 2012 die Leitung der Botschaft in Lusaka (Sambia); sein Nachfolger als Botschafter in Sambia wurde Bernd Finke, der zuvor Referatsleiter im Auswärtigen Amt war. Von 2012 bis zu seiner Pensionierung 2014 war er als Botschafter in Nepal tätig.